# Зимбил
Зимбил е мрежеста торба за пазар използвана в България през 19/20 век. Като словесна употреба се среща в творчеството на някои български писатели допреди втората световна война. (напр. „Чичо Митуш бръкна в един зимбил, закачен за стената, в който туряха разни инструменти...“
Руската дума за същата торба е авоська от „на авось“ което съвпада с превода на maybe bag, т.е. щастлива случайност, късмет. В западна Европа се използва string bag, fishnet bag или maybe bag.